# Valentí Massana
Valentí Massana Gràcia (ur. 5 lipca 1970 w Viladecans) – hiszpański lekkoatleta chodziarz, medalista olimpijski z 1996 i mistrz świata.
Massana zdobył srebrny medal w chodzie na 10 000 metrów na mistrzostwach Europy juniorów w 1987 w Birmingham. Ponownie wywalczył srebrny medal w tej konkurencji na mistrzostwach świata juniorów w 1988 w Sudbury. Zwyciężył na tym dystansie na mistrzostwach Europy juniorów w 1989 w Varaždinie.
Wystąpił w kategorii seniorów na mistrzostwach Europy w 1990 w Splicie, gdzie zajął 5. miejsce w chodzie na 20 kilometrów. Zajął również 5. miejsce w chodzie na 5000 metrów na halowych mistrzostwach świata w 1991 w Sewilli. Wystąpił w Pucharze Świata w chodzie sportowym w 1991 w San Jose, gdzie zajął 10. miejsce w chodzie na 20 kilometrów. Na tym samym dystansie zajął 5. miejsce na mistrzostwach świata w 1991 w Tokio. Na igrzyskach olimpijskich w 1992 w Barcelonie Massana został zdyskwalifikowany w chodzie na 20 kilometrów.
Massana zajął 2. miejsce w chodzie na 20 kilometrów w Pucharze Świata w 1993 w Monterrey. Zwyciężył w tej konkurencji na mistrzostwach świata w 1993 w Stuttgarcie. Na mistrzostwach Europy w 1994 w Helsinkach zdobył brązowy medal na tym dystansie. Nie ukończył chodu na 20 km podczas Pucharu Świata w 1995 w Pekinie. Na mistrzostwach świata w 1995 w Göteborgu zdobył srebrny medal na tym dystansie.
Zdobył brązowy medal w chodzie na 50 kilometrów na igrzyskach olimpijskich w 1996 w Atlancie, a w chodzie na 20 kilometrów zajął 20. miejsce. Zajął 19. miejsce w Pucharze Świata w 1997 w Podiebradach w chodzie na 20 km. Na mistrzostwach Europy w 1998 w Budapeszcie zajął 9. miejsce na tym dystansie. Podczas Pucharze Świata w 1999 w Mézidon-Canon zajął 6. miejsce w chodzie na 50 kilometrów. Na mistrzostwach świata w 1999 w Sewilli zajął 4. miejsce w tej konkurencji. Był również czwarty na tym dystansie na igrzyskach olimpijskich w 2000 w Sydney. Na mistrzostwach świata w 2001 w Edmonton zajął 6. miejsce w chodzie na 50 km.
Massana był mistrzem Hiszpanii w chodzie na 20 kilometrów w latach 1991–1995 i 1997 oraz w chodzie na 50 kilometrów w latach w 1993-1996. Był również halowym mistrzem Hiszpanii w chodzie na 5000 metrów w 1991.
Rekordy życiowe Massany:
| Konkurencja                | Data i miejsce                      | Wynik     |
| -------------------------- | ----------------------------------- | --------- |
| chód na 5000 metrów        | 30 kwietnia 1989, Barcelona         | 19:36,8   |
| chód na 5000 metrów (hala) | 23 lutego 1991, Paryż               | 18:59,60  |
| chód na 10 000 metrów      | 24 czerwca 1997, Tarragona          | 39:31,81  |
| chód na 20 000 metrów      | 14 września 1990, Manaus            | !:25:37,8 |
| chód na 20 kilometrów      | 26 czerwca 1992, A Coruña           | 1:19:25   |
| chód na 30 kilometrów      | 28 marca 1993, El Prat de Llobregat | 2:07:58   |
| chód na 50 kilometrów      | 20 marca 1994, Ourense              | 3:38:43   |
| chód godzinny              | 1 stycznia 1990                     | 14 367 m  |